# NGC 7073
NGC 7073 este o astronomical radio source⁠(d) situată în constelația Capricornul. A fost descoperită în 25 august 1864 de către Albert Marth.